# Atletik under sommer-OL 2020 - 400 meter løb (damer)
Kvindernes 400 meter løb ved sommer-OL 2020 i Tokyo blev afholdt på Japans nationalstadion mellem 3. og 6. august 2021.

## Resultater

### Indledende heats
Kvalifikationsregler: De første tre atleter i hvert heat (Q) plus de tre hurtigste ellers (q) kvalificerede sig til semifinalerne.

#### Heat 1
| Placering | Bane | Udøvere              | Nation    | Reaktion | Tid   | Kommentarer |
| --------- | ---- | -------------------- | --------- | -------- | ----- | ----------- |
| 1         | 2    | Shaunae Miller-Uibo  | Bahamas   | 0,132    | 50,50 | Q           |
| 2         | 6    | Roxana Gómez         | Cuba      | 0,182    | 50,76 | Q, =PB      |
| 3         | 7    | Sada Williams        | Barbados  | 0,154    | 51,36 | Q, SB       |
| 4         | 8    | Aliyah Abrams        | Guyana    | 0,160    | 51,44 | q, SB       |
| 5         | 5    | Kyra Constantine     | Canada    | 0,167    | 51,69 | q           |
| 6         | 3    | Anita Horvat         | Slovenien | 0,185    | 52,34 |             |
| 7         | 4    | Patience Okon George | Nigeria   | 0,187    | 52,41 |             |

#### Heat 2
| Placering | Bane | Udøvere          | Nation         | Reaktion | Tid   | Kommentarer |
| --------- | ---- | ---------------- | -------------- | -------- | ----- | ----------- |
| 1         | 3    | Jodie Williams   | Storbritannien | 0,170    | 50,99 | Q           |
| 2         | 4    | Quanera Hayes    | USA            | 0,175    | 51,07 | Q           |
| 3         | 7    | Cátia Azevedo    | Portugal       | 0,155    | 51,26 | Q           |
| 4         | 5    | Lisanne de Witte | Holland        | 0,172    | 51,68 | q, SB       |
| 5         | 6    | Bendere Oboya    | Australien     | 0,172    | 52,37 |             |
| —         | 2    | Amantle Montsho  | Botswana       | 0,125    | DNF   |             |
| —         | 8    | Meleni Rodney    | Grenada        | 0,196    | DNF   |             |
| —         | 9    | Aliya Boshnak    | Jordan         | 0,238    | DQ    | TR 17.3.1   |

#### Heat 3
| Placering | Bane | Udøvere           | Nation         | Reaktion | Tid            | Kommentarer |
| --------- | ---- | ----------------- | -------------- | -------- | -------------- | ----------- |
| 1         | 4    | Allyson Felix     | USA            | 0,168    | 50,84          | Q           |
| 2         | 2    | Roneisha McGregor | Jamaica        | 0,180    | 51,14 (51,138) | Q           |
| 3         | 6    | Lada Vondrová     | Tjekkiet       | 0,182    | 51,14 (51,139) | Q, PB       |
| 4         | 3    | Ama Pipi          | Storbritannien | 0,126    | 51,17          | q           |
| 5         | 7    | Tiffani Marinho   | Brasilien      | 0,210    | 52,11          |             |
| 6         | 8    | Leni Shida        | Uganda         | 0,201    | 52,48          |             |
| 7         | 5    | Samantha Dirks    | Belize         | 0,177    | 54,16          | SB          |
| 8         | 9    | Tetyana Melnyk    | Ukraine        | 0,179    | 54,99          |             |

#### Heat 4
| Placering | Bane | Udøvere           | Nation         | Reaktion | Tid   | Kommentarer |
| --------- | ---- | ----------------- | -------------- | -------- | ----- | ----------- |
| 1         | 5    | Candice McLeod    | Jamaica        | 0,202    | 51,09 | Q           |
| 2         | 6    | Amandine Brossier | Frankrig       | 0,171    | 51,65 | Q           |
| 3         | 7    | Susanne Walli     | Østrig         | 0,209    | 52,19 | Q           |
| 4         | 3    | Corinna Schwab    | Tyskland       | 0,155    | 52,29 |             |
| 5         | 9    | Irini Vasiliou    | Grækenland     | 0,164    | 53,16 |             |
| 6         | 4    | Galefele Moroko   | Botswana       | 0,202    | 55,89 | SB          |
| —         | 8    | Nicole Yeargin    | Storbritannien | 0,182    | DQ    | TR 17.3.1   |
| —         | 2    | Cynthia Bolingo   | Belgien        | —        | DNS   |             |

#### Heat 5
| Placering | Bane | Udøvere                 | Nation  | Reaktion | Tid   | Kommentarer |
| --------- | ---- | ----------------------- | ------- | -------- | ----- | ----------- |
| 1         | 3    | Stephenie Ann McPherson | Jamaica | 0,138    | 50,89 | Q           |
| 2         | 4    | Natalia Kaczmarek       | Polen   | 0,150    | 51,06 | Q           |
| 3         | 5    | Paola Morán             | Mexico  | 0,162    | 51,18 | Q, SB       |
| 4         | 6    | Phil Healy              | Irland  | 0,158    | 51,98 |             |
| 5         | 8    | Hellen Syombua Kalii    | Kenya   | 0,221    | 52,70 |             |
| 6         | 2    | Agnė Šerkšnienė         | Litauen | 0,172    | 52,78 |             |
| 7         | 7    | Natassha McDonald       | Canada  | 0,161    | 53,54 |             |

#### Heat 6
| Placering | Bane | Udøvere               | Nation                    | Reaktion | Tid   | Kommentarer |
| --------- | ---- | --------------------- | ------------------------- | -------- | ----- | ----------- |
| 1         | 2    | Marileidy Paulino     | Den Dominikanske Republik | 0,184    | 50,06 | Q           |
| 2         | 6    | Wadeline Jonathas     | USA                       | 0,209    | 50,93 | Q           |
| 3         | 4    | Lieke Klaver          | Holland                   | 0,200    | 51,37 | Q           |
| 4         | 7    | Aauri Bokesa          | Spanien                   | 0,235    | 51,89 | q, SB       |
| 5         | 9    | Eleni Artymata        | Cypern                    | 0,224    | 51,91 | q           |
| 6         | 8    | Barbora Malíková      | Tjekkiet                  | 0,195    | 52,83 |             |
| 7         | 3    | Shalysa Wray          | Caymanøerne               | 0,216    | 53,61 |             |
| 8         | 5    | Christine Botlogetswe | Botswana                  | 0,214    | 53,99 | SB          |

### Semifinaler
Kvalifikationsregler: De første tre atleter i hvert heat (Q) plus de tre hurtigste ellers (q) kvalificerede sig til finalen.

#### Semifinale 1
| Placering | Bane | Udøvere           | Nation                    | Reaktion | Tid   | Kommentarer |
| --------- | ---- | ----------------- | ------------------------- | -------- | ----- | ----------- |
| 1         | 5    | Marileidy Paulino | Den Dominikanske Republik | 0,172    | 49,38 | Q, NR       |
| 2         | 7    | Candice McLeod    | Jamaica                   | 0,162    | 49,51 | Q, PB       |
| 3         | 4    | Roxana Gómez      | Cuba                      | 0,168    | 49,71 | q, PB       |
| 4         | 6    | Quanera Hayes     | USA                       | 0,153    | 49,81 | q           |
| 5         | 3    | Eleni Artymata    | Cypern                    | 0,191    | 50,80 | NR          |
| 6         | 9    | Susanne Walli     | Østrig                    | 0,224    | 51,52 | PB          |
| 7         | 2    | Ama Pipi          | Storbritannien            | 0,140    | 51,59 |             |
| 8         | 8    | Lada Vondrová     | Tjekkiet                  | 0,183    | 51,62 |             |

#### Semifinale 2
| Placering | Bane | Udøvere             | Nation         | Reaktion | Tid   | Kommentarer |
| --------- | ---- | ------------------- | -------------- | -------- | ----- | ----------- |
| 1         | 6    | Shaunae Miller-Uibo | Bahamas        | 0,155    | 49,60 | Q           |
| 2         | 5    | Jodie Williams      | Storbritannien | 0,136    | 49,97 | Q, PB       |
| 3         | 4    | Roneisha McGregor   | Jamaica        | 0,181    | 50,34 |             |
| 4         | 7    | Wadeline Jonathas   | USA            | 0,189    | 50,51 |             |
| 5         | 9    | Paola Morán         | Mexico         | 0,168    | 51,06 | SB          |
| 6         | 8    | Lieke Klaver        | Holland        | 0,208    | 51,37 |             |
| 7         | 2    | Aliyah Abrams       | Guyana         | 0,137    | 51,46 |             |
| 8         | 3    | Aauri Bokesa        | Spanien        | 0,194    | 51,57 | PB          |

#### Semifinale 3
| Placering | Bane | Udøvere                 | Nation   | Reaktion | Tid   | Kommentarer |
| --------- | ---- | ----------------------- | -------- | -------- | ----- | ----------- |
| 1         | 5    | Stephenie Ann McPherson | Jamaica  | 0,134    | 49,34 | Q, PB       |
| 2         | 6    | Allyson Felix           | USA      | 0,179    | 49,89 | Q, SB, MWR  |
| 3         | 8    | Sada Williams           | Barbados | 0,167    | 50,11 | NR          |
| 4         | 4    | Natalia Kaczmarek       | Polen    | 0,165    | 50,79 |             |
| 5         | 3    | Kyra Constantine        | Canada   | 0,177    | 51,22 |             |
| 6         | 7    | Amandine Brossier       | Frankrig | 0,170    | 51,30 |             |
| 7         | 9    | Cátia Azevedo           | Portugal | 0,146    | 51,32 |             |
| 8         | 2    | Lisanne de Witte        | Holland  | 0,178    | 52,09 |             |

### Finale
Resultatene var som følger:
| Placering | Bane | Udøvere                 | Nation                    | Reaktion | Tid   | Kommentarer |
| --------- | ---- | ----------------------- | ------------------------- | -------- | ----- | ----------- |
| 1         | 7    | Shaunae Miller-Uibo     | Bahamas                   | 0,162    | 48,36 | AR          |
| 2         | 5    | Marileidy Paulino       | Den Dominikanske Republik | 0,176    | 49,20 | NR          |
| 3         | 9    | Allyson Felix           | USA                       | 0,158    | 49,46 | SB, MWR     |
| 4         | 6    | Stephenie Ann McPherson | Jamaica                   | 0,131    | 49,61 |             |
| 5         | 4    | Candice McLeod          | Jamaica                   | 0,152    | 49,87 |             |
| 6         | 8    | Jodie Williams          | Storbritannien            | 0,127    | 49,97 | =PB         |
| 7         | 2    | Quanera Hayes           | USA                       | 0,176    | 50,88 |             |
|           | 3    | Roxana Gómez            | Cuba                      | 0,191    |       | DNF         |